# Юдит Херман
Юдит Херман (на немски: Judith Hermann) е немска писателка, авторка на романи и разкази.

## Биография
Юдит Херман е родена през 1970 г. в Източен Берлин. Започва да
следва германистика и философия с намерение да стане журналистка. Прекъсва и решава да стажува в Ню Йорк, като преди това изкарва курс в Берлинското училище по журналистика.
В Америка създава първите си литературни текстове и скоро намира в краткия разказ любимия си жанр.
През 1998 г. публикува първия си прозаичен
сборник „Лятна вила, по-късно“ („Sommerhaus, später“), който намира добър отзвук у читателите и критиката, като са продадени над 250 000 екземпляра.
След този първи успех минават няколко години, през които тя – по собствени думи – трябва да се научи да се справя с напрежението, причинено ѝ от издателства, медии и обществото.
През 2003 г. следва вторият ѝ сборник с разкази „Нищо освен призраци“ („Nichts als Gespenster“).
През 2014 г. излиза първият ѝ роман „Началото на всяка любов“ („Aller Liebe Anfang“).
Творби на Юдит Херман са преведени между другото на китайски, датски, английски, френски, гръцки, исландски, италиански, японски, латвийски, нидерландски, норвежки, персийски, полски, руски, шведски, сърбохърватски, словенски, испански, чешки, турски и украински.
Писателката е член на немския ПЕН клуб.
Живее в Берлин и има един син.

### Роман
- Aller Liebe Anfang, 2014

### Сборници с разкази
- Sommerhaus, später, 1998[1]
- Nichts als Gespenster, 2003
- Alice, 2009
- Lettipark, 2016

### Отделни разкази
- Gaffa, 2008
- Sommerhaus, Canitz, später, 1998

## Награди и отличия
- 1999: „Бременска литературна награда“ (поощрение)
- 1999: „Награда Хуго Бал“ (поощрение), für Sommerhaus, später
- 2001: „Награда Клайст“, für Sommerhaus, später
- 2009: „Награда Фридрих Хьолдерлин на град Бад Хомбург“
- 2014: „Награда Ерих Фрид“[2]